# Fredrik Neij
Hans Fredrik Lennart Neij, alias TiAMO (Norrahammar, 27 aprile 1978), è un hacker svedese.

## Biografia
Cofondatore di The Pirate Bay, è anche proprietario dell'Internet Service Provider PRQ, che precedentemente ospitava The Pirate Bay.
In Good Copy Bad Copy e Steal This Film, sono riportati dei frammenti di un'intervista condotta su Neij riguardo al raid della polizia contro The Pirate Bay nel maggio 2006.
Su di lui pendeva un mandato di arresto internazionale emesso dalla Svezia, che da anni sta cercando di far tornare Neij in patria per scontare una condanna, diventata definitiva nel febbraio 2012, per aver divulgato materiale protetto da copyright tramite The Pirate Bay.
Il 4 novembre 2014 è stato arrestato al confine tra Laos, dove si nascondeva, e la Thailandia. Ora è in attesa dell'estradizione in Svezia. Con il suo arresto si chiude così il cerchio: tutti e quattro i fondatori di The Pirate Bay sono sotto custodia.
È stato scarcerato il 1º giugno 2015 e tuttora vivrebbe nel sud-est asiatico.